# Platypalpus kovalevi
Platypalpus kovalevi är en tvåvingeart som beskrevs av Chvala 1988. Platypalpus kovalevi ingår i släktet Platypalpus och familjen puckeldansflugor. Inga underarter finns listade i Catalogue of Life.